# Station-to-Shuttle Power Transfer System

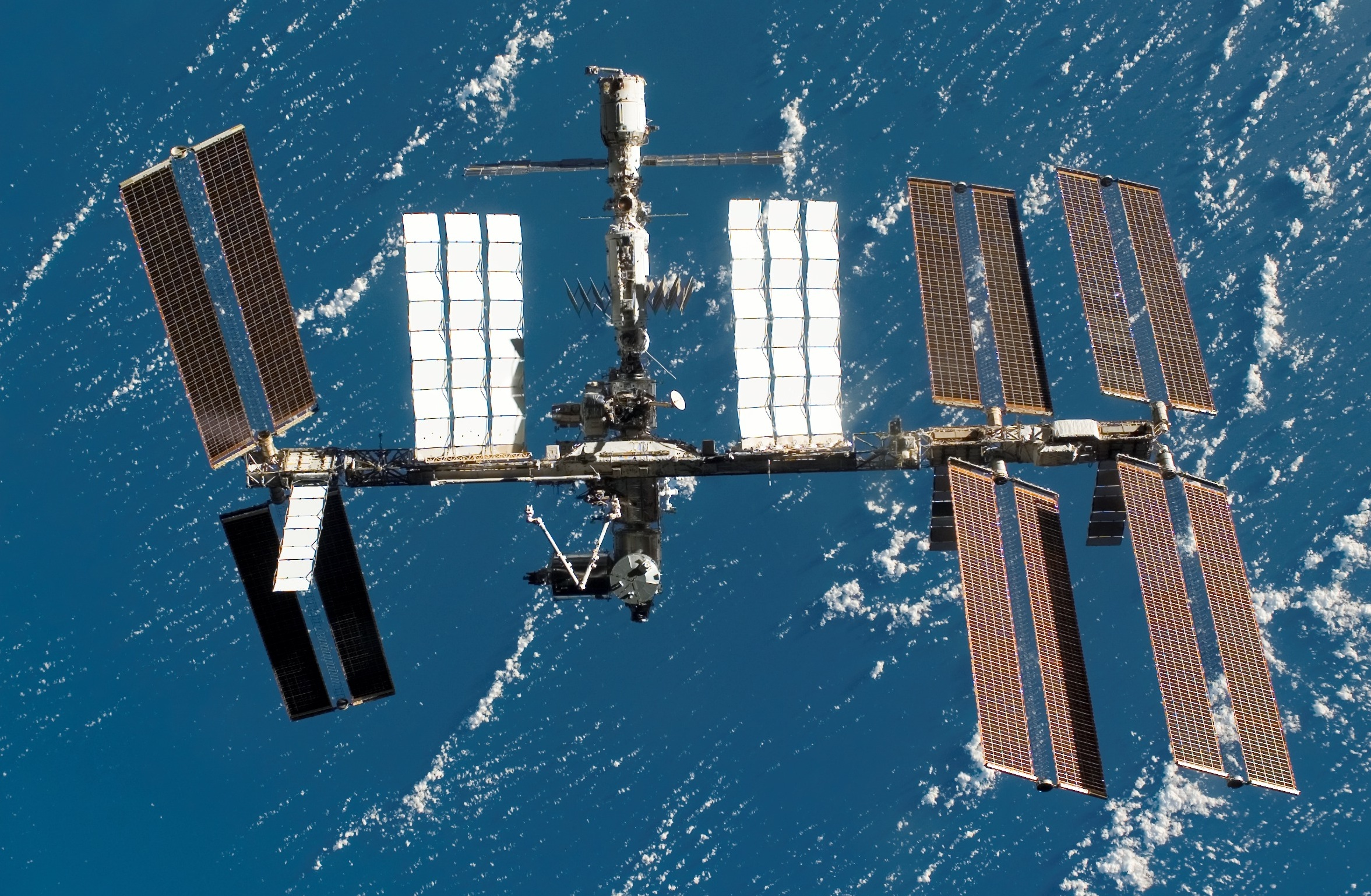
Con una parte azul y blanca de la Tierra como telón de fondo, la Estación Espacial Internacional se ve desde el transbordador espacial Endeavor mientras las dos naves espaciales comienzan su relativa separación. Anteriormente, las tripulaciones de la STS-123 y la Expedición 16 concluyeron 12 días de trabajo cooperativo a bordo del transbordador y la estación. El desacoplamiento de las dos naves espaciales se produjo a las 19:25 horas. (CDT) el 24 de marzo de 2008.

La Station-to-Shuttle Power Transfer System (SSPTS; se pronuncia /spits/) permite al orbitador acoplado hacer uso de la potencia proporcionada por los paneles solares de la Estación Espacial Internacional. Usar este sistema reduce el uso de las pilas de combustible generadoras del transbordador, permitiéndole mantenerse acoplado a la estación espacial durante varios días más. 
La SSPTS es una actualización del transbordador que reemplaza la Assembly Power Converter Unit (APCU) con un nuevo dispositivo llamado la Power Transfer Unit (PTU). La APCU tenía la capacidad de convertir 28 VCC de bus principal de potencia a 124 VCC compatibles con los 120 VCC del sistema de energía de la estación. Esto se usó en la construcción inicial de la estación espacial para aumentar la potencia disponible del módulo de servicio Zvezda. La PTU añade a esto la capacidad de convertir los 120 VCC suministrados por la EEI a los 28 VCC del bus principal de potencia del orbitador. Es capaz de transferir hasta ocho kilovatios de potencia desde la estación espacial hasta el orbitador. Con esta actualización ahora tanto el transbordador como la EEI pueden usar el sistema de potencia de cada uno cuando lo necesiten, aunque no se espera que la EEI requiera de nuevo el uso del sistema de potencia del orbitador.
Durante la misión STS-116, se reinstaló el PMA-2 para permitir el uso del SSPTS. La STS-118 con transbordador espacial Endeavour fue la primera misión en hacer uso real del sistema.
Actualmente solo el Discovery y el Endeavour están equipados con el SSPTS. Después de que el Atlantis regrese de la misión de servicio al telescopio espacial Hubble, la STS-125, será equipado también con la SSPTS para sus dos misiones restantes a la EEI.[cita requerida]